# Martin Frobisher
Pour les articles homonymes, voir Frobisher.
Sir Martin Frobisher, né à Wakefield en 1535 et mort à Plymouth le 22 novembre 1594, est un marin anglais qui fit plusieurs voyages vers le Nouveau Monde pour y rechercher le passage du Nord-Ouest. Il explora à cette occasion une grande partie du Canada et revendiqua ce pays pour la couronne d'Angleterre. Frobisher fit plusieurs voyages vers la baie de Frobisher et croyait que cette région recélait des richesses minières. Il fut anobli pour service rendu à la nation en repoussant l'Invincible Armada en 1588.

## Débuts
Martin Frobisher était le quatrième enfant de Bernard Frobisher of Altofts dans la paroisse de Normanton, Yorkshire, en Angleterre. Sa famille était originaire de North au Pays de Galles.
Dès son jeune âge, il fut envoyé dans une école de Londres et confié à Sir John York, qui le plaça en 1544 sur un navire appartenant à une petite flotte de marchands naviguant vers la Guinée. Dès 1565, il est fait mention du Capitaine Martin Frobisher. Il se maria en 1559.

## Le premier voyage à la recherche du passage du Nord-Ouest
Dès 1560 ou 1561, Frobisher était résolu à entreprendre un voyage à la recherche d'un passage au nord pour atteindre l'Asie et ouvrir une nouvelle route de commerce vers l'Inde et la Chine (dénommée, à l'époque, Cathay).
Il lui fallut quinze années pour rassembler les fonds nécessaires pour son projet. En 1576, principalement avec l'aide du comte de Warwick, il fut nommé à la tête d'une expédition de trois petits navires, le Gabriel et le Michael, d'environ 20 à 25 tonnes chacune, et d'une chaloupe de 10 tonnes, pour un équipage total de 35 personnes.
Il leva l'ancre à Blackwall Yard, et, après avoir reçu un message de la reine Élisabeth Ire d'Angleterre à Greenwich, prit le large le 7 juin, en passant par les Shetland.
La chaloupe fut perdue dans une tempête et le Michael abandonné, mais le 28 juillet le Gabriel aperçut la côte du Labrador et mouilla à Resolution Island.
Quelques jours plus tard, l'embouchure de la baie de Frobisher fut atteinte. Comme la glace et le vent empêchaient de voyager plus au nord, Frobisher décida de naviguer vers l'ouest en remontant ce passage qu'il croyait être un détroit.
L'île de Baffin fut atteinte le 18 août, et l'expédition y rencontra quelques indigènes.

Cinq hommes de Frobisher furent capturés. Après avoir vainement tenté de récupérer ses hommes, Frobisher retourna en Angleterre et rejoignit Londres le 9 octobre.

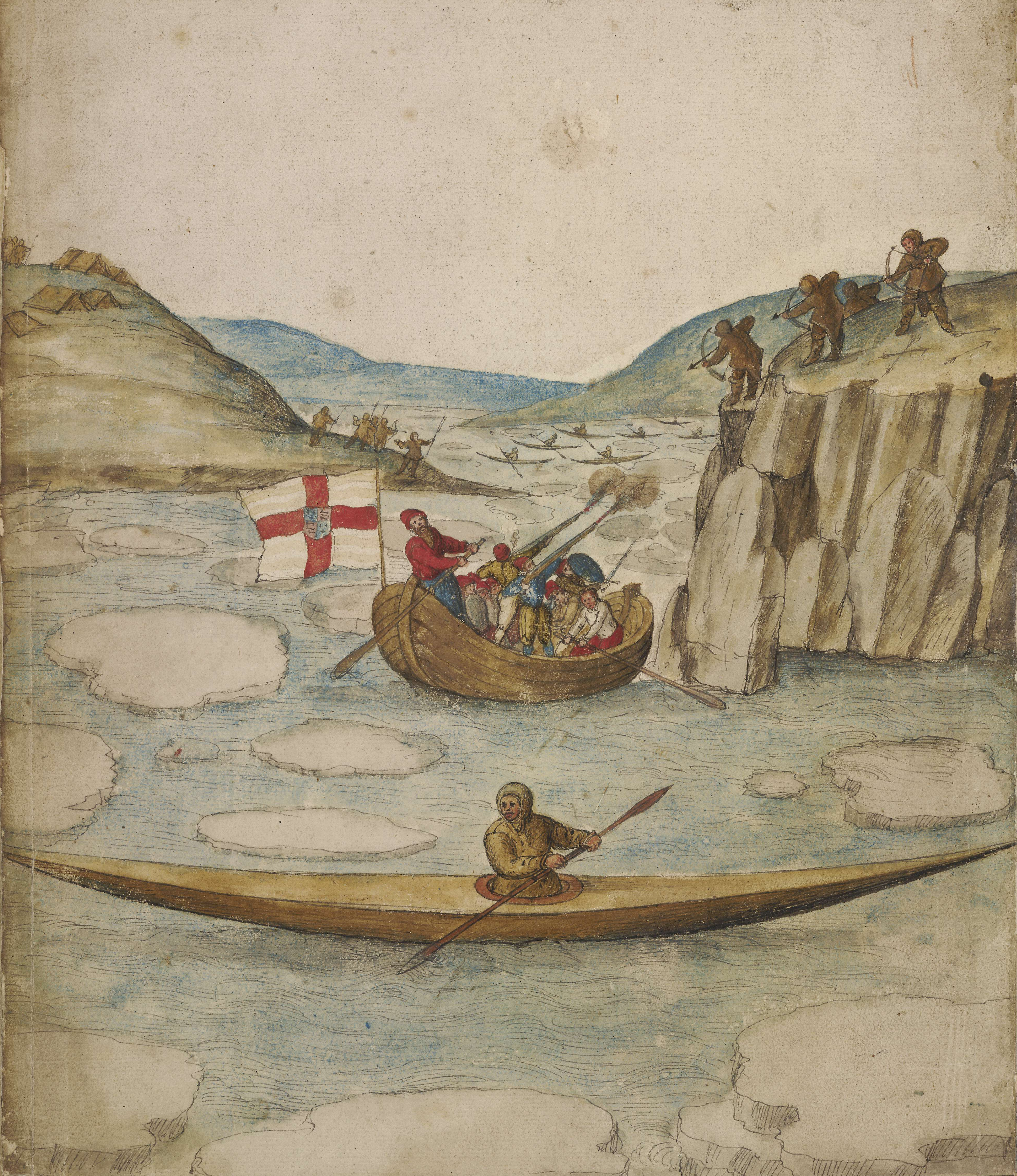
Escarmouche entre Anglais et Inuits lors de l'expédition de à l'île de Baffin, par John White.

Parmi les choses ramenées par l'expédition, il y avait une « terre noire. » Il se murmura que c'était un minerai aurifère. Il est difficile de dire comment cette rumeur naquit. Recelait-elle une quelconque part de vérité, ou Frobisher a-t-il trompé son monde afin d'obtenir des moyens pour réaliser la grande idée de sa vie ?

## Le second voyage
L’histoire, quoi qu’il en soit, fut un succès. L’année suivante, une expédition plus importante que la première fut mise sur pied. La reine prêta le navire Aid de la Royal Navy et apporta 1 000 £ pour les frais de l'expédition. Une Compagnie de Cathay fut établie, avec une charte de la couronne, donnant à la Compagnie le droit unique de naviguer dans toutes les directions, sauf l'Est. Frobisher fut nommé Grand Amiral de toutes les terres et mers qu'il pourrait découvrir.
Le 26 mai 1577 l'expédition quitta Blackwall Yard. Elle comprenait en plus de l'Aid deux navires, le Gabriel et le Michael,  avec chaloupe et 120 hommes d'équipage, incluant des mineurs, des fondeurs, etc.
La baie de Frobisher fut atteinte le 17 juillet et plusieurs semaines furent consacrées à collecter des échantillons de minerai. Il y eut quelques escarmouches avec des indigènes et des tentatives infructueuses pour récupérer les hommes perdus lors de l'expédition précédente.

Le voyage de retour fut entamé le 23 août, et l'Aid atteignit Milford Haven le 23 septembre. Le Gabriel et le Michael arrivèrent plus tard séparément à Bristol et Yarmouth.
Frobisher fut reçu et remercié par la reine à Windsor. De grandes préparations furent faites et de grands frais encourus pour évaluer la grande quantité de minerai rapportée (environ 200 tonnes). Cela prit du temps et mena à une dispute entre les différentes parties intéressées.

## Le troisième voyage

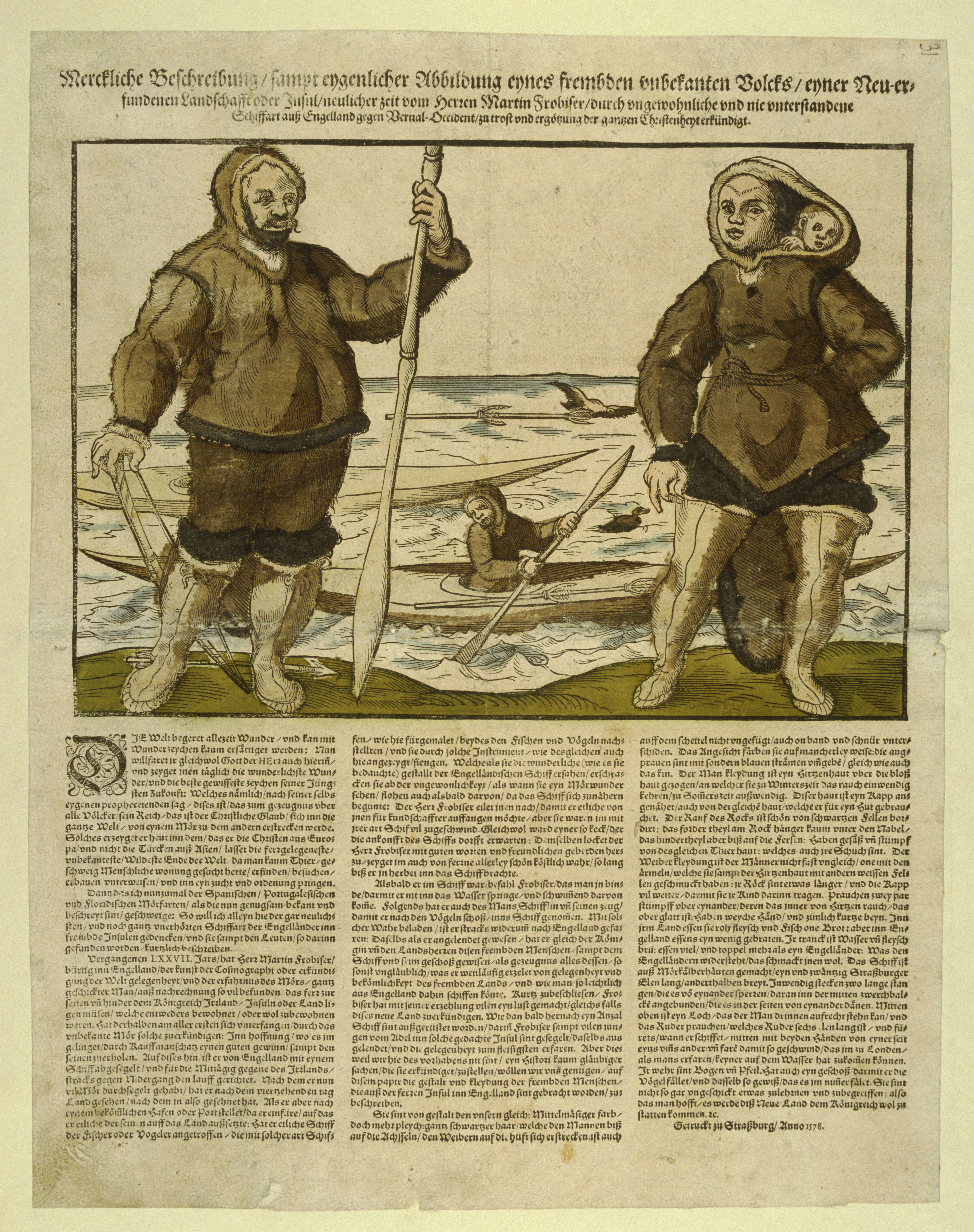
Écrit sur le troisième voyage de Martin Frobisher

Cependant, la reine et ses conseillers continuaient à croire à l'intérêt présenté par la découverte des nouveaux territoires ; elle nomma elle-même cette terre Meta Incognita, et il fut convenu d'envoyer une expédition plus importante que les autres, avec tout ce qui serait nécessaire pour établir une colonie de 100 hommes. Frobisher fut de nouveau reçu à Greenwich par la reine, qui lui remit une chaîne d'or autour du cou.
Le 31 mai 1578, l'expédition, comprenant quinze vaisseaux, quitta Harwich. Arrivée à la baie de Frobisher, une grande quantité de minerai fut chargée, mais des dissensions et un certain mécontentement empêchèrent le succès de la fondation d'une colonie. Dans les derniers jours d'août, la flotte retourna en Angleterre, pour l'atteindre au début octobre. Apparemment, le minerai ne valait pas la peine d'être fondu et cela mit fin aux tentatives de Frobisher pour trouver un passage par le nord. En 1579, il rentra en Angleterre pour donner le minerai à la reine Élisabeth Ire.

## L'action contre les Espagnols
En 1580, Frobisher fut employé en tant que capitaine d'un navire de la reine pour entraver la politique espagnole d'appui à la résistance irlandaise contre les Anglais.
En 1585, il commandait le Primrose, en tant que vice-admiral de Sir Francis Drake dans son expédition vers les Indes occidentales, et quand peu après le pays fut menacé par l'invasion de l'Invincible Armada, le nom de Frobisher fut l'un des quatre mentionnés par le Grand Amiral dans une lettre à la Reine comme étant des "hommes de la plus grande expérience que ce royaume comptait" (avec Francis Drake, John Hawkins et Walter Raleigh). Et pour les services rendus dans le "Triomphe" de la dispersion de l'Armada, il fut fait chevalier.

## Dernier combat
En novembre 1594, il fut engagé avec un escadron de 700 hommes dans le siège du fort Crozon (fort El Leon) tenu par les Espagnols. Il fut blessé lors de l'assaut face aux hommes de Tomás Paredes. Il mourut de ses blessures à Plymouth le 15 novembre. Son corps fut ramené à Londres le 22 novembre et enterré à l'église Saint Giles.